# 런닝맨의 수상 및 후보 목록
아래는 SBS TV에서 예능 프로그램 《런닝맨》의 수상 및 후보 목록이다.

## 개요
- 유재석은 2011년과 2011년에 연이어 대상을 수상하였으며, 이어 2015년과 2019년에도 대상을 받으며 총 4회 수상하였다.

## 2010년
- 2010년 SBS 연예대상
  - 네티즌 최고 인기 프로그램상
  - 베스트 TV 스타상 : 김종국
  - SBS 창사 20주년 10대 스타상 : 유재석
  - SBS 예능 뉴스타상 : 송중기, 개리, 이광수
  - 예능특별상 : 송지효

## 2011년
- 2011년 SBS 연예대상
  - 버라이어티 부문 남자 신인상 : 이광수
  - 버라이어티 부문 여자 최우수상 : 송지효
  - 버라이어티 부문 남자 우수상 : 김종국
  - 최우수 프로그램상
  - 대상 : 유재석

## 2012년
- 2012년 SBS 연예대상
  - 버라이어티 부문 남자 우수상 : 개리, 지석진
  - 시청자 뽑은 최고의 인기상 : 유재석
  - 시청자 뽑은 최고의 프로그램상
  - 대상 : 유재석 (2관왕)

## 2013년
- 2013년 SBS 연예대상
  - 버라이어티 부문 여자 최우수상 : 송지효
  - 버라이어티 부문 남자 우수상 : 하하, 김종국
  - 우정상 : 이광수
  - 최우수 프로그램상 (시청자 뽑은 최고 인기상)

## 2014년
- 2014년 SBS 연예대상
  - 버라이어티 부문 남자 최우수상 : 김종국
  - 버라이어티 부문 남자 우수상 : 이광수
  - 시청자 뽑은 최고 인기상 : 유재석
  - 시청자 뽑은 최고 프로그램상

## 2015년
- 2015년 SBS 연예대상
  - 시청자 뽑은 최고 프로그램상
  - 시청자 뽑은 최고 인기상 : 유재석
  - 버라이어티 부문 남자 우수상 : 지석진
  - 버라이어티 부문 남자 최우수상 : 개리
  - 버라이어티 부문 여자 최우수상 : 송지효
  - 대상 : 유재석 (김병만과 공동 수상)

## 2016년
- 제43회 세계관광의 날 기념
  - 국무총리 표창

- 2016년 SBS 연예대상
  - 버라이어티 부문 남자 최우수상 : 이광수

## 2017년
- 2017년 SBS 연예대상
  - 버라이어티 부문 남자 최우수상 : 지석진
  - 버라이어티 부문 여자 신인상 : 전소민
  - 글로벌상
  - 베스트 커플상 : 전소민, 이광수

## 2018년
- 2018년 SBS 연예대상
  - 베스트 커플상 : 김종국, 홍진영
  - 베스트팀워크상
  - 인기상 : 이광수
  - 버라이어티 부문 여자 최우수상 : 전소민
  - 프로듀서상 : 김종국

## 2019년
- 2019년 SBS 연예대상
  - 엔터테이너상 : 하하
  - 글로벌 프로그램상
  - SNS 스타상 : 이광수
  - 쇼·버라이어티 부문 우수상 : 양세찬
  - 리얼리티쇼 부문 최우수상 : 김종국
  - 대상 : 유재석

## 2020년
- 2020년 SBS 연예대상
  - 골든 콘텐츠상
  - 대상 : 김종국
  - 쇼·버라이어티 부문 최우수상 : 하하

## 2021년
- 2021년 SBS 연예대상
  - 방송작가상 : 양효임
  - 올해의 예능인상 : 지석진, 유재석, 김종국
  - 버라이어티 부문 최우수 프로그램상
  - 버라이어티 부문 최우수상 : 양세찬
  - 명예사원상 : 지석진

## 2022년
- 2022년 SBS 연예대상
  - 올해의 커플상 : 유재석, 김종국
  - 버라이어티 부문 올해의 프로그램상
  - 대상 : 유재석

## 2023년
- 2023년 SBS 연예대상
  - 신스틸러상 : 양세찬
  - 숏클립 최다뷰상 :  김종국
  - 올해의 프로그램상
  - 프로듀서상 : 지석진

## 2024년
- 2024년 SBS 연예대상